# Baby (singel Fabolousa)
Baby – drugi singel promujący album pt Real Talk, amerykańskiego rapera Fabolousa. Gościnnie występuje Mike Shorey. Do utworu powstał teledysk. Na końcu klipu można zobaczyć Josepha Simmonsa.

## Notowania
| Notowanie                            | Najwyższa pozycja |
| ------------------------------------ | ----------------- |
| Finland Singles Chart                | 20                |
| U.S. Billboard Hot 100               | 71                |
| U.S. Billboard Hot R&B/Hip-Hop Songs | 22                |
| U.S. Billboard Hot Rap Tracks        | 17                |
| U.S. Billboard Rhythmic Top 40       | 37                |
| UK Singles Chart                     | 41                |